# ボアル
ボアル（Bo’al, モンゴル語: Бувал, ? - ?）は、チンギス・カンの長男のジョチの息子で、モンゴル帝国の皇族。『集史』などのペルシア語史料ではبوالBūālと記される。孫にはジョチ・ウルスの有力諸侯の一人のノガイがいる。

## 概要
『集史』「ジョチ・ハン紀」ではジョチの七男と記されているが、具体的な活動については述べられていない。父のジョチや兄のバトゥの遠征に従い、キプチャク草原でウルスを形成したものと見られる。ボアルとその子孫はジョチ・ウルス全体の中で右翼に所属していた。
モンケ・カアンの治世にて西アジア遠征が計画されると、ボアルの次男のミンカダルの長男のトカルがジョチ・ウルス右翼を代表して、オルダの息子のクリが左翼の代表として、シバンの息子のバラカンが中央軍の代表としてフレグの指揮下に入った。しかしモンケ・カアンの急死によってフレグがイランにおいて自立する意思を見せるとカフカース地方の権益を巡ってジョチ・ウルスとの対立が顕在化した。
折しもジョチ・ウルスから参戦していた三人の王族の内、バラカンは呪術を行ったという告発のため処刑され、トカルとクリが相継いで亡くなっていたため、時のジョチ・ウルスの君主ベルケは彼等が毒殺されたと疑い、ジョチ・ウルスとフレグ・ウルスとの間で戦端が開かれた。
この時、ジョチ・ウルスからはボアルの長男のタタルの息子、トカルにとって従兄弟に当たるノガイが三万騎とともに先鋒として送られ、奮戦して功績を挙げた。ノガイはこの戦いを皮切りに多くの戦闘で功績を挙げ、「ジョチ・ウルス右翼」を代表する人物として地位を高めていった。

## ボアル家系図
- ジョチ(Jöči ＞朮赤/zhúchì,جوچى خان/jūchī khān)
  - ボアル(Bo’al ＞بوال/būāl)
    - タタル(Tatar ＞تاتار/tātār)
      - ノガイ(Noγai ＞نوقای/nūqāy)
        - チュケ(Čekke ＞جکه/jaka)
          - カラ・ケセク(Qara keseg ＞قارا کیساک/qārā kīsāk)

        - テケ(Tekke ＞تکه/taka)
        - トライ(Torai ＞تورای/tūrāy)

    - ミンカダル(Mingqadar ＞مینکقدار/mīnkqadār)
      - トカル(Toqar ＞توقار/tūqār)
        - クルディ・ブカ(Kürdi buqa ＞کوردی بوقا/kūrdī būqā)

      - ベクドゥズ(Begdüs ＞باکدوز/bākdūz)
      - オロス(Čimbai ＞جیمبای/jīmbāy)
        - トゥデゲン(Tüdegen ＞توداقان/tūdākān)
        - グトゥル・バイ(Qutlu bai ＞قوتلو بای/qūtlū pāy)

      - エブゲン(Ebügen ＞ابوکان/abūkān)
        - トクチュ(Tuquč ＞توقوج/tūqūj)
        - アフマド(Amad ＞جیمبای/aḥmad)

      - ウズベク(Özbeg ＞اوزباک/ūzbāk)
      - サスク(Sasiγ ＞ساسیق/sāsīq)
        - イト＝バサル(Id basar ＞یت باسار/īt bāsār)

15世紀初頭に編纂された『ムイーン史選』は、オルダ・ウルスの君主サシ・ブカをノガイの息子とするが、ドニエプル川〜ドナウ川一帯の西方右翼ウルスを根拠地とするノガイの息子が唐突に東方左翼ウルス（＝オルダ・ウルス）の当主になったというのは不自然に他ならず、あらゆる研究者は一致して「サシ・ブカはボアル-ノガイ家の出身である」という説を事実と見なしていない。